# Marjan Slob
Marjan Slob (Giessenburg, 2 september 1964) is een Nederlands filosofe en publiciste, die onder meer voor de Volkskrant schrijft. Sinds 1 april 2023 is zij Denker der Nederlanden, voor een periode van twee jaar. Ze onderzoekt dieper liggende lagen van problemen en ziet het als haar taak, als publieksfilosoof, om haar bevindingen helder en toegankelijk te verwoorden.

## Jeugd en vorming
Het strenggelovige deel van de Alblasserwaard vormde het milieu waarin Marjan Slob haar jeugdjaren doorbracht. Het voelde veilig, maar voor de levensvragen die zij in haar puberteit stelde, ervoer ze weinig weerklank. De antwoorden die zij van haar omgeving kreeg leken meer op plechtige formules. In de jaren zestig heerste in dit deel van de Biblebelt een sfeer van zelfgenoegzaamheid bij het beschouwen van de wereld.
Ze vroeg zich af of er geen ruimte was voor de kracht van de verbeelding en voor de mogelijkheid dat zaken fundamenteel anders waren dan in christelijke bronnen stond geschreven. Inspiratie vond Slob bij de Franse filosoof Blaise Pascal, die schreef over het menselijk bestaan en de nadruk legt op het eigen verstand en de eigen geest. Ze kwam tot de conclusie, dat "als je de wereld nauwkeurig bestudeert, het heel moeilijk is om God een plek te geven."
Ze doorliep de middelbare school in het nabijgelegen Gorinchem en studeerde daarna psychologie aan de Universiteit van Utrecht tot haar propedeuse (1982). Deze studierichting beantwoordde niet aan haar verwachtingen en daarom stapte ze over naar wijsbegeerte, waarin ze in 1990 haar doctoraat behaalde. Ten slotte volgde zij een postdoctorale opleiding Journalistiek aan de Erasmus Universiteit Rotterdam.

## Werk
Marjan Slob oefent haar vak op verschillende niveaus uit. In navolging van de Britse filosofe Mary Midgley vergelijkt zij haar werkzaamheden met die van een loodgieter, die lekkages opspoort in denkpatronen om deze te ontstoppen. In dit kader verricht zij onderzoek voor verschillende maatschappelijke organisaties, zoals de Onderzoeksraad voor Veiligheid en het Rathenau Instituut.
Zowel als schrijver en als filosoof zijn woorden voor Slob van het grootste belang. Ze is pas tevreden, wanneer ze teksten heeft opgeschreven, die groter zijn dan zij zelf. Niet louter om de wereld te beschrijven, maar vooral om de blik te verruimen. Zij noemt zichzelf enigszins claustrofobisch, omdat een te stellige mening op haar een benauwende werking heeft. Er moet altijd lucht stromen door de geest, want een mens heeft letterlijk en figuurlijk ruimte nodig.
Ik voel echt angst voor dat totalitaire denken. Ik word er benauwd van. Een gevoel van claustrofobie. Het tegenovergestelde van ruimte. Ik vind het verstikkend, dat luchtdichte denken waarin geen verandering mogelijk is, waarin geen beweging mogelijk is, waarin de waarheid al gevonden is.

In 2016 publiceerde Slob Hersenbeest, een essay over het brein en de menselijke geest. Het is een kritische beschouwing van de hersenwetenschappers, die, volgens Slob, te eenvoudige en eenduidige antwoorden geven op het functioneren van de mens. Al is het lichaam ondenkbaar zonder hersenen, het gaat de filosofe te ver om typerende menselijke eigenschappen vooral toe te schrijven aan één orgaan, het brein. Met Hersenbeest won Slob de Socratesbeker voor het beste filosofieboek.
Haar boek De lege hemel (2021) werd bekroond met de tweejaarlijkse J. Greshoff-prijs. De jury beoordeelde het boek als "een krachtig pleidooi voor een beter begrip van wat eenzaamheid is: niet uitsluitend een negatieve gemoedstoestand, maar ook een diepmenselijk vermogen, een talent, een biotoop van de creativiteit".

## Waarheid en werkelijkheid
Ze maakt een onderscheid tussen de waarheid en de (beleefde) werkelijkheid. De waarheid is een toetssteen voor gebruik in rechtszalen en wetenschappelijke laboratoria om tot onpartijdige bevindingen te komen. In direct contact te staan met de werkelijkheid noemt ze pretentieus. Slob beseft dat het voor haar onmogelijk is om te ervaren, hoe het is om een zwarte vrouw te zijn of te lijden aan een chronische ziekte. Beter is om te luisteren en vragen te stellen en niet meteen te beweren hoe het zit.

Opnieuw grijpt ze terug op Pascal, die de mens ziet als denkend riet. Hij buigt mee in een poging om met zichzelf samen te vallen. De mens is het enige dier, dat over zichzelf kan nadenken en veranderen. Filosofie kan helpen om de eigen positie te bepalen. Wie reflecteert op zijn eigen gedachten, kan tot de conclusie komen dat de binnenwereld niet altijd prettig of vredig is. Iedereen wil het liefst gelukkig zijn, maar de realiteit is anders. Het verlangen naar zekerheid en een vaste bodem is begrijpelijk, maar het is beter om het leven te accepteren, ook als het anders is. Slob ziet ook de schoonheid in het onderkennen van de beperkingen.

## Denker des vaderlands
Als Denker des Vaderlands wil Marjan Slob ervoor waken om veelvuldig aan talkshows deel te nemen. Het debat op televisie lijkt vooral bedoeld om voors en tegens zo scherp mogelijk tegenover elkaar te zetten. Om werkelijk tot elkaar te komen zijn toonzetting en openheid van groter belang. Proberen helder te krijgen welke waarden en overtuigingen in het geding zijn.
Een grote bron van onzekerheid is voor veel mensen dat ze iets niet weten of begrijpen. Slob stelt daar tegenover dat de wereld zo veel omvattend is dat het onmogelijk is om alles te doorgronden. Die kwetsbaarheid kan pijnlijk zijn, maar de erkenning kan ook troost bieden. Zij pleit voor denkruimte en de mogelijkheid van verwondering. Haar mantra is:
Neem je plek in, niet meer en niet minder. Dring jezelf niet op, maar kom op voor wie je bent, hoe moeilijk dat ook is. Dan sta je steviger in je schoenen.